# Epinephelus malabaricus
Epinephelus malabaricus  (лат.) — вид морских рыб из семейства каменных окуней (Serranidae).

## Ареал
Ареал — тёплые прибрежные воды Индийского океана и западной части Тихого океана. На западе вид обитает от Красного моря до юга Африки, на востоке может достигать Тонга и юга Японии Есть сведения, что групер встречался в районе Хайфы в Средиземном море. Обитает до глубины 60 м, иногда до 150 м, может обитать в манграх, лагунах и на рифах в солёных и солоноватых водах.

## Описание вида
Рыбы длиной 1—1,2 м, реже до 2 м. Длина самого крупного зарегистрированного экземпляра — 2,34 м при массе в 150 кг. Основа питания — мелкие рыбы и ракообразные, реже — головоногие.